# Wesmaelius zhiltzovae
Wesmaelius zhiltzovae är en insektsart som beskrevs av Vladimir N. Makarkin 1986. Wesmaelius zhiltzovae ingår i släktet Wesmaelius och familjen florsländor. Inga underarter finns listade i Catalogue of Life.